# Jean-Louis Bozzi
Pour les articles homonymes, voir Bozzi.

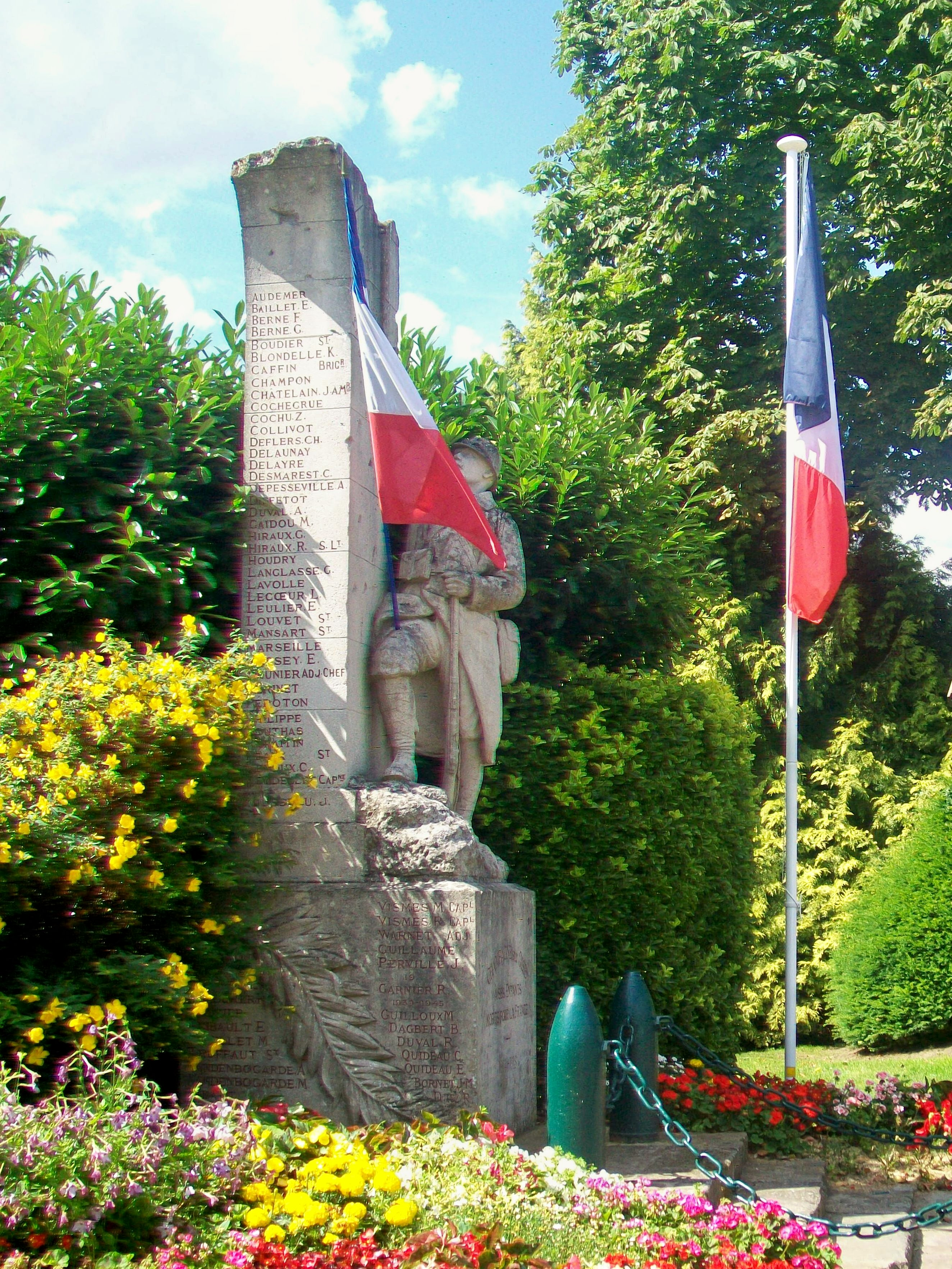
Monument aux morts de Champagne-sur-Oise par Jean-Louis Bozzi

Jean-Louis Bozzi, né à Maddaloni le 28 avril 1860 et mort à L'Isle-Adam le 6 octobre 1946, est un sculpteur français d'origine italienne.

## Biographie
Élève de l'école des beaux-arts de Naples, de l'Académie d’Édimbourg, de Louis Vaillant, Léon Bureau et Jules Blanchard, il est naturalisé français en 1890. Membre de la Société des artistes français dès 1901 et de la Société artistique de Pontoise, il expose à la Royal Scottish Academy en 1895, 1896, 1898, 1899, 1900, 1901, 1902 et 1912 ainsi qu'à la Society of Scottish Artists (en) en 1898, à la Dundee Fine Art exhibition (1895), à l'Autumn Exhibition de Liverpool (1896), à la Société des artistes de Levallois (1905), à l'Exposition internationale des beaux-arts de Monaco (1914), au Salon des artistes français (1893-1928) et à l'exposition de la Société artistique de Pontoise (1913-1914). 
Officier d'Académie, ses œuvres sont conservées, entre autres, au Musée de l'Opéra et au Muséum national d'histoire naturelle. 
Il est inhumé dans le cimetière de L'Isle-Adam.

## Œuvres[2]
- Dieu et Patrie (monument aux morts)
- Mussolini (bas-relief)
- Professeur Arena
- Léo Melliet (monument au cimetière de Sevignac (Lot-et-Garonne))
- Gladstone (bas-relief)
- Buste de Richard Wagner (voir sur Gallica)